# Ligne des glaces
« Ligne de condensation », « ligne de gel », « ligne de glace(s) » et « ligne de(s) neige(s) » redirigent ici. Pour les articles homonymes voir : condensation (homonymie), gel, glace (homonymie) et neige (homonymie).
Ne doit pas être confondu avec distance de gel.
En astrophysique et en planétologie, la ligne des glaces, (ou ligne de glace), ligne de gel, ou ligne des neiges (ou ligne de neige), d'un système planétaire est la ligne isotherme au-delà de laquelle une espèce chimique donnée existe, dans les conditions interplanétaires, sous forme solide, donc de « glace ». En deçà de celle ligne, l'espèce se trouve sous forme de gaz. Dans l'absolu, il n'y a donc pas une unique « ligne de glace », mais une par espèce chimique considérée. Cependant, généralement, quand l'espèce considérée n'est pas précisée, il est sous-entendu qu'on parle de la ligne de glace de l'eau. L'expression est généralement employée uniquement pour les espèces volatiles (eau, méthane, ammoniac, monoxyde de carbone, …), pour lesquelles on parle justement de « glace » quand elles sont à l'état solide, et pas pour les métaux ou les silicates. On peut cependant également définir une ligne de condensation pour ces derniers.

## Formation des planètes
Dans un système planétaire en formation, la ligne des glaces est la distance limite à la protoétoile au-delà de laquelle, au sein du disque protoplanétaire qui l'entoure, l'eau (H2O) n'existe que sous forme de glace. À partir de cette distance limite, la température au sein du disque protoplanétaire est suffisamment basse pour que l'eau et d'autres composés volatils — tels que l'ammoniac (NH3), le méthane (CH4), le monoxyde de carbone (CO) et le dioxyde de carbone (CO2) — puissent se condenser en des grains solides de glaces.
Ligne fictive, la ligne des glaces marque la limite séparant, au sein d'un disque protoplanétaire, la composante gazeuse des molécules associées au carbone (C), à l'azote (N) et à l'oxygène (O) de leur composante solide. Cette limite est définie par la température de condensation de l'eau,. Elle marque la séparation entre les planètes telluriques et les planètes géantes, celles-ci ne pouvant se former qu'au-delà de la ligne des glaces. En effet, lors de la formation d'un système planétaire, les seuls composés chimiques existant à l'état solide en deçà de la ligne des glaces sont les éléments lourds tels que les métaux et les silicates. Étant relativement peu abondants, la quantité de matière solide disponible est limitée et seules des planètes telluriques peuvent se former par accrétion des particules solides du disque protoplanétaire. Au-delà de la ligne des glaces, la quantité de matière solide disponible est plus importante grâce à la contribution des glaces — méthane (CH4), ammoniac (NH3), neige carbonique (CO2), glace d'eau (H2O), etc. — et des planètes plus massives, les planètes géantes, peuvent se former.

## Température et distance de la ligne de glace de quelques espèces chimiques
| Espèce chimique     | Formule chimique | Température de condensation | Distance correspondante dans le système solaire |
| ------------------- | ---------------- | --------------------------- | ----------------------------------------------- |
| Eau                 | H2O              | ~ 130 K                     | 3 ua,                                           |
| Méthane             | CH4              | ~ 90 K                      |                                                 |
| Ammoniac            | NH3              |                             |                                                 |
| Monoxyde de carbone | CO               | ~ 20 K                      | 30 ua                                           |
| Dioxyde de carbone  | CO2              |                             |                                                 |
| Dihydrogène         | H2               |                             |                                                 |